# الفرقة الأولى (العراق)
الفرقة الأولى هي واحدة من أوائل الفرق العسكرية العراقية تأسست عام 1942. عند تشكيلها كانت فرقة مشاة والان هي فرقة تدخل سريع.

شاركت الفرقة في العديد من الحروب التي خاضها الجيش العراقي منذ تاسيسها ولهذا اليوم ومن هذه الحروب:

حرب الخليج الأولى أو كما تعرف بالحرب العراقية الإيرانية ومعركة تحرير الفاو والغزو العراقي للكويت وحرب الخليج الثانية

و معركة الخفجي وغزو العراق ومعركة الفلوجة الثانية وعملية صولة الفرسان عند تاسيسها كان مقر الفرقة في محافظة

الديوانية وعند عمليات احتلال العراق سنة 2003 كان مقر الفرقة في الموصل وقد تمت هيكلتها مثل بقية الجيش العراقي واعادة تشكيلها من 

جديد من افواج التدخل السريع لتصبح عام 2004 فرقة التدخل السريع الأولى وحاليا يقع مقر الفرقة في الفلوجة غرب بغداد.

وتتألف الفرقة من 4 ألوية وهي:
اللواء الاول تدخل سريع - اللواء الثاني تدخل سريع - اللواء الثالث تدخل سريع - اللواء الرابع تدخل سريع

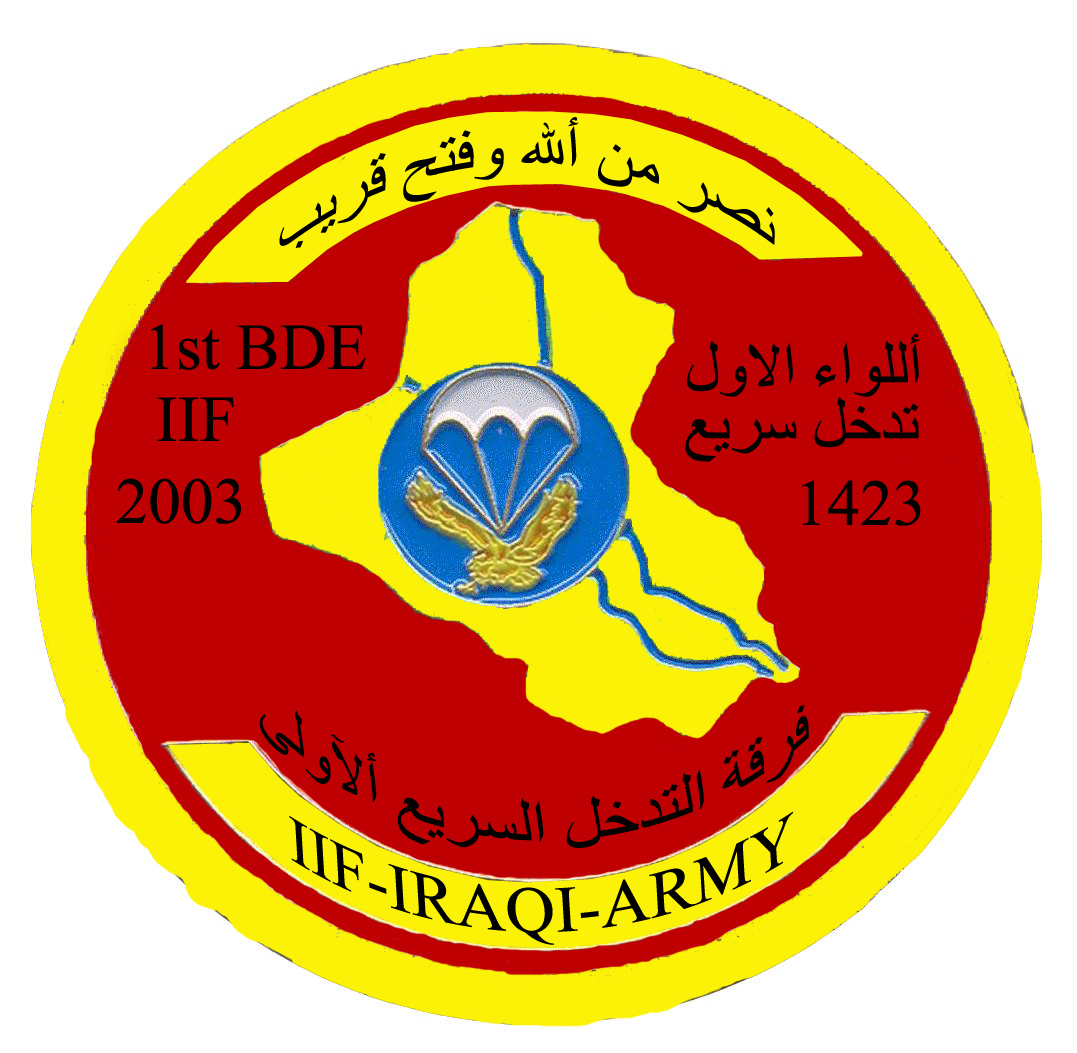
شعار اللواء الأول تدخل سريع

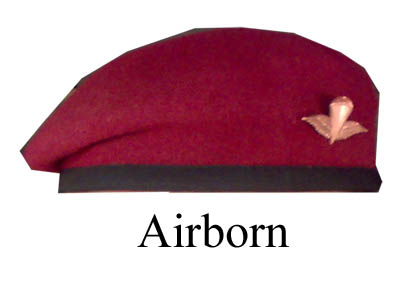
البيرية المارونية للواء الاول

اللواء الأول تدخل سريع هو أول تشكيلات الجيش العراقي الجديد وبذرة تكوينه ويسمى أيضا بلواء الفرسان وهو الآن جزء من الفرقة الأولى تدخل سريع خرج اللواء الكثير من قادة الجيش العراقي الجديد، وشارك في الكثير من أهم المعارك لبناء الدولة العراقية أهمها معارك البصرة الأخيرة التي سميت تيمنا باسمه صولة الفرسان.
شكل اللواء نهاية عام 2003 ليكون أول تشكيلات الجيش العراقي الجديد بعد تدريب افواجه الثلاثة الفوج الأول والثاني والثالث على يد مستشارين عسكريين أمريكان وتاسيس الفوج الرابع نهاية سنة 2008.

خاض اللواء الأول معارك جداً قوية في جميع مناطق العراق وخاصة في النجف الاشرف ضد مايعرف بالمليشيات والفلوجة والموصل وتلعفر وفي جميع مناطق بغداد وفي المنطقة الغربية في راوة وعانه والقائم في منطقة الرمانه الحدودية مع سوريا وفي مناطق الرمادي مثل جويبه والسجاريه ومعارك صولة الفرسان في محافظة البصرة عام 2008 ضد المليشيات وعمليات بشائر الخير بعدها في

محافظة العمارة ومحافظة ديالى حتى استقرار اللواء في معسكر علي في مدينة الرمادي وانتشار افواجه ضمن الجدود الادارية للمدينة.
اما بخصوص الامرين:
فتم استلام منصب امر اللواء منذ تشكيله بالتسلسل الاتي:
1.العميد خالد عبد الستار سعدون من 2004/1/6 ولغاية 2004/9/15
2.العقيد الركن طارق عبد الوهاب (حاليا الفريق الأول الركن وقائد عمليات الانبار وقائد عمليات ديالى لاحقا)
3.العميد الركن عبد الرزاق
4.العميد الركن عبد الله البيدر (اللواء الركن وقائد الفرقة السابعة لاحقا)
5.العميد الركن عادل عباس شمل
6.العميد الركن وضاح العزاوي
7.اللواء الركن زياد طارق العلواني
8.اللواء إبراهيم عاشور
9. العميد الركن حسن عباس طوفان
10. العميد الركن جليل عبد الرضا محمد
اللواء الثاني تدخل سريع

ويتكون من ثلاث افواج ومتمركز في محافظة الانبار ضمن مدينة الفلوجة حيث يقوم بواجبات حفظ الأمن والامان داخل المدينة واطرافها. امر اللواء الحالي العميد الركن مرتضى جابر علي الياسري
اللواء الثالث تدخل سريع
اللواء الثالث تدخل سريع تأسس اللواء سنة 2004 بقوة ثلاثة افواج وفي نهاية العام 2008 تم إضافة فوج رابع لتصبح قوة اللواء أربعة افواج تدخل سريع وفي شهر ايار 2016 تم إلغاء وهيكلة الفوج الرابع وتوزيعه على باقي وحدات اللواء نفسه وقد تدرب اللواء على يد قوات مشاة البحرية الأمريكي وقد شارك اللواء منذ تاسيسه بالعديد من العمليات العسكرية ضد الإرهاب وكما مبين بالجدول ادناه:
| المنطقة     | العام |
| ----------- | ----- |
| التاجي      | 2004  |
| الموصل      | 2005  |
| الخالدية    | 2006  |
| ديالى       | 2007  |
| مدينة الصدر | 2008  |
| الراشدية    | 2008  |
| ديالى       | 2008  |
| الموصل      | 2009  |

اللواء الرابع تدخل سريع

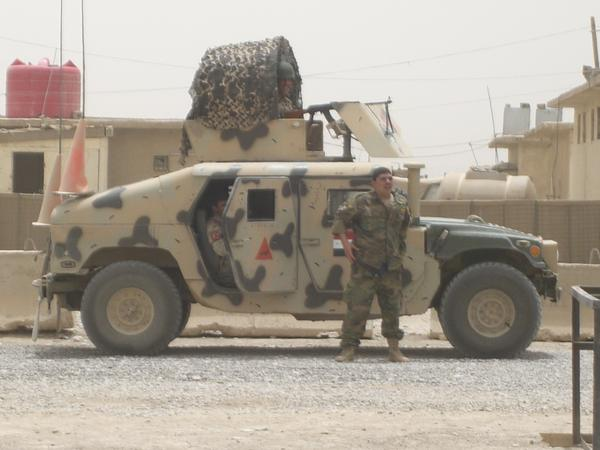
عجلة همر

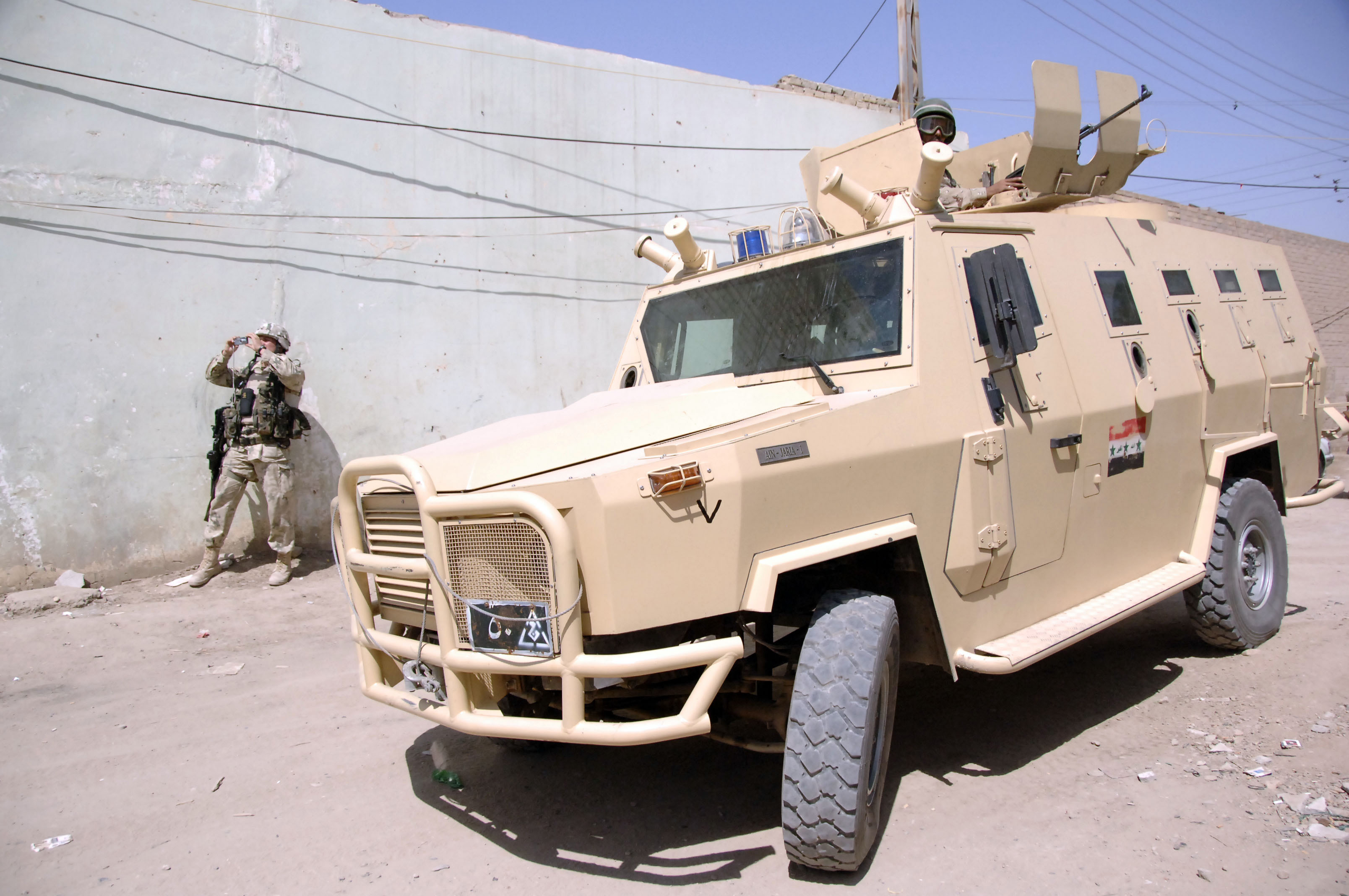
عجلة دزك باكستانية الصنع

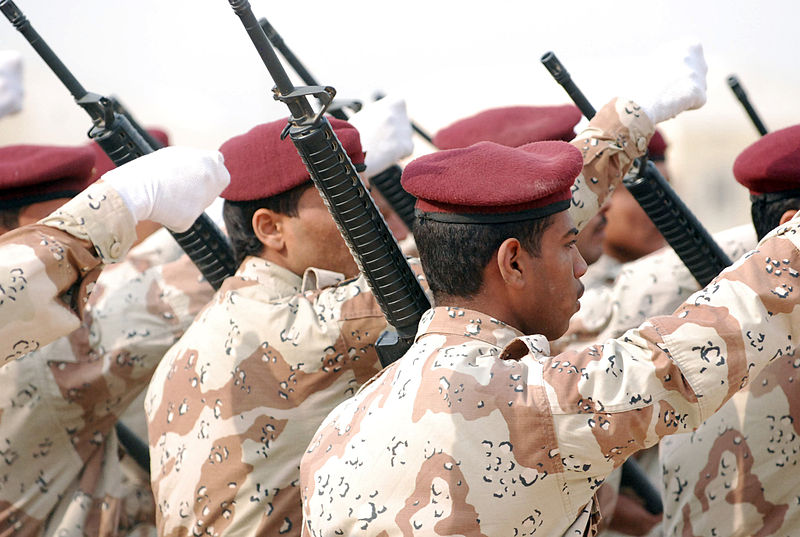
جنود الفرقة الاولى تدخل سريع اثناء استعراض عسكري

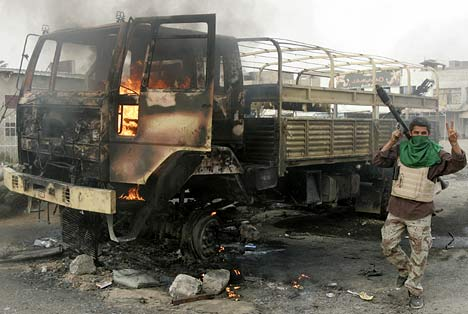
عجلة للفرقة الاولى تدخل سريع محترقة

اللواء الرابع تدخل سريع ويتكون من أربعة افواج متواجدة كلها في محافظة ديالى .